# NGC 36
NGC 36 (ook wel PGC 798, UGC 106, MCG 1-1-43, ZWG 408.40 of IRAS00088+0606) is een balkspiraalstelsel in het sterrenbeeld Vissen.
NGC 36 werd op 25 oktober 1785 ontdekt door de Duits-Britse astronoom William Herschel.